# Morasko

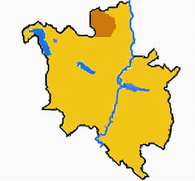
Morasko w Poznaniu

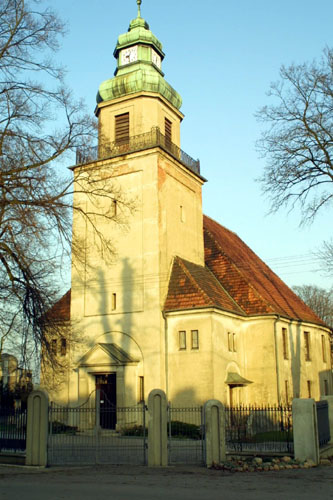
Poewangelicki kościół Ścięcia św. Jana Chrzciciela w Poznaniu

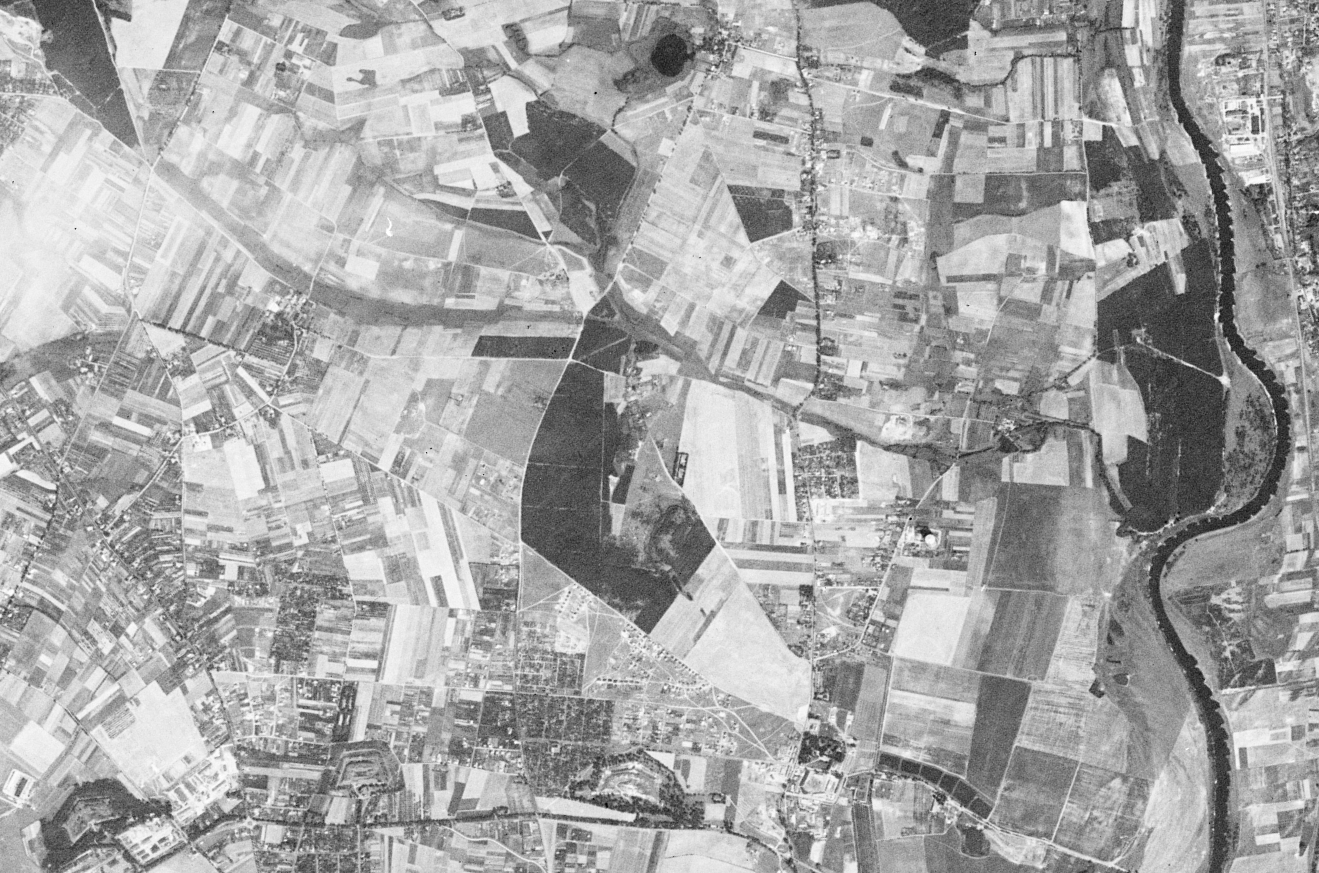
Tereny obecnego Piątkowa, Moraska, Umultowa i Naramowic sfotografowane przez satelitę wywiadowczego, 1965

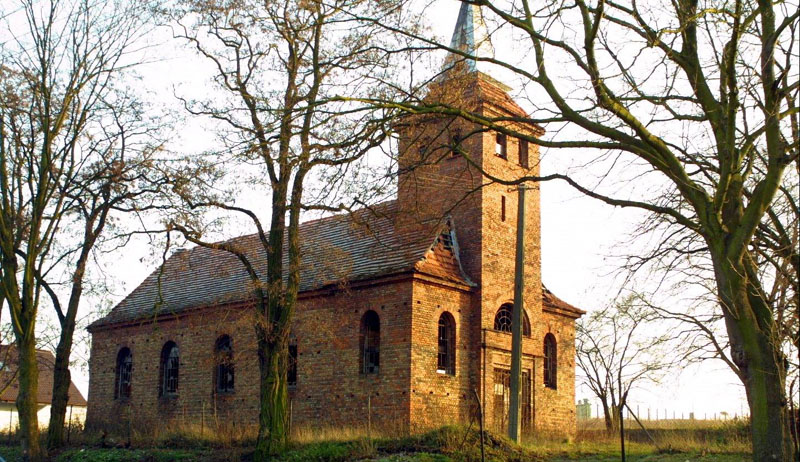
Kościół filialny

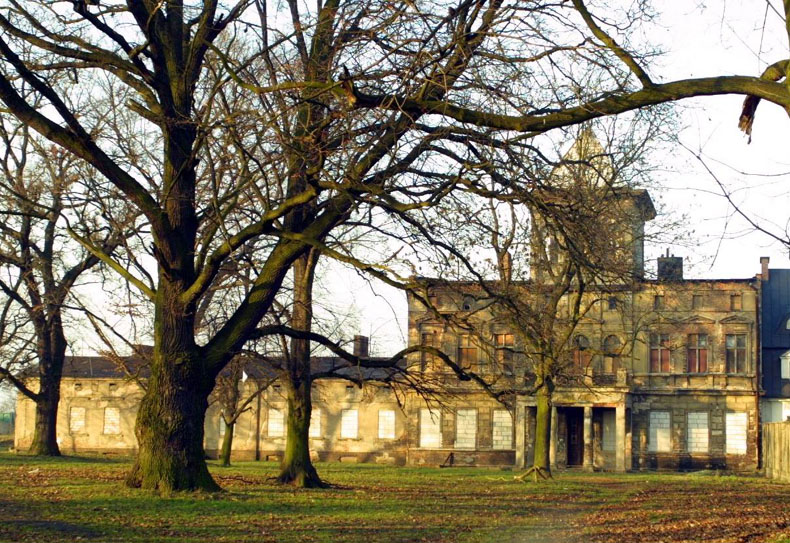
Pałac na Morasku

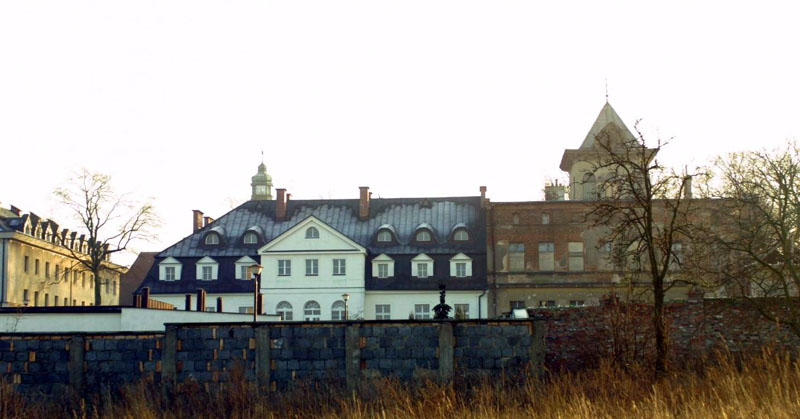
Klasztor Sióstr Misjonarek

Morasko (pol. hist. Morawsko) – peryferyjna część Poznania, w osiedlu Morasko-Radojewo, położona przy północnej granicy miasta.

## Położenie
Zajmuje dość duży, ale słabo zurbanizowany teren. Od zachodu i północnego zachodu graniczy z podpoznańskim Suchym Lasem, prężnie rozwijającym się ośrodkiem jednorodzinnego budownictwa mieszkaniowego (Aleksandrowo). Od północnego wschodu i wschodu z dzielnicą Radojewo, od wschodu z dzielnicą Umultowo. Od południa część Moraska zwana Huby Moraskie graniczy z Piątkowem, dużą dzielnicą zabudowaną wielopiętrowymi blokami.
Według danych z 1 stycznia 2010 r. obszar Moraska zamieszkiwało 906 osób.

## Historia
Miejscowość pierwotnie była osobną wsią leżącą 9 km na północ od Starego Rynku w Poznaniu zanim od 1987 nie znalazła się w granicach miasta Poznania. Związana była z Wielkopolską i ma metrykę średniowieczną. Istnieje co najmniej od drugiej połowy XIV wieku. Po raz pierwszy odnotowana została w języku staropolskim pod nazwą "Morawsko" czyli inną niż obecnie. Zapisano ją tak w łacińskim dokumencie z 1388.
Początkowo wieś należała do opola chojnickiego z siedzibą w nieistniejącej obecnie wsi Chojnicy, które było reliktem opola - przedpaństwowej wspólnoty rodowo-terytorialnej, a w późniejszym okresie stało się administracyjnym podokręgiem kasztelanii. W 1388 Morawsko zostało odnotowane w granicach tego opola.
Miejscowość była początkowo własnością szlachecką należącą do lokalnej szlachty z rodu Jeżów, Chełmskich, Słopanowskich, Chomęckich, Chojnickich, Naramowskich oraz Morawskich, którzy od nazwy wsi przyjęli odmiejscowe nazwisko. W 1450 leżała w powiecie poznańskim województwa poznańskiego w Koronie Królestwa Polskiego. W latach 1404-1507 była siedzibą własnej parafii, a w 1507 należała do parafii Chojnica.
Zachowały się XV wieczne zapisy o wsi z archiwów sądowych. W 1404 odnotowano, że dzieci zmarłego Bieniaka z Morawska pozwane zostały przez Szabdaja Żyda poznańskiego. W latach 1407-1423 wspomniany został Wawrzyniec Jeż z Morawska, syn Bieniaka z Gorzewa, który w 1407 wraz z braćmi, dziedzicami w Morawsku toczyli spór z Abrahamem i jego braćmi o dług. W 1408 Wawrzyniec Jeż w imieniu żony Fronki pozwał Jana z Międzychodu syna Domarata z Iwna o 36,5 grzywny oraz 6 groszy długu. W 1420 długi braci Wawrzyńca Jeża z Morawska oraz Janusza z Gorzewa miał zapłacić Erazm Naramowski z sum 39 grzywien i 5 grzywien, za które wykupił zaginioną obecnie wieś zwaną Nowy Dwór. W 1421 przy transakcji sprzedaży wsi sąd ziemski uznał dokument wzdawny (łac. "litera resignatoria") dotyczący Morawska. Wieś zakupili bracia Jan kanonik z Głuszyny i stren. Wojciech z Glinna, którzy zgłosili w sądzie ziemskim dokument dotyczący nabycia całej wsi Morasko. Nikt nie zgłosił sprzeciwu do tej transakcji.
W 1427 na Morawsku i Złotkowie zapisano sumę 10 grzywien od której ciążył na tych wsiach czynsz dla altarii Narodzenia NMP, św. Piotra w Okowach i św. Andrzeja i Mikołaja w katedrze poznańskiej. W pierwszej połowie XV wieku odnotowano również Stanisława, Jana i Mikołaja sywnów Wojciecha z Glinna, którzy byli dziedzicami w Morasku. W 1440 sędziowie polubowni dokonali podziału Morawska po śmierci kanonika Jana niegdyś dziedzica w Morawsku na 5/6 wsi Morawsko z dworem, zabudowaniami gospodarczymi oraz rolami, a także 5/6 z prawem patronatu kościoła parafialnego w Chojnicy przypadło braciom Stanisławowi, Janowi i Mikołajowi synom Wojciecha z Glinna. Pozostała 1/6 wsi zajmowana przez łany osiadłe oraz 1/6 z prawem patronatu przypadła Janowi i Piotrowi ze Słopanowa. W 1448 jeden z braci Jan sprzedał część Morawska z zastrzeżeniem prawa odkupu Mikołajowi Chełmskiemu za 50 grzywien. W 1447 Mikołaja pozwał Eliasz Żyda z Poznania o zwrot 3 grzywien sumy głównej. W 1450 Mikołaj Chełmski sprzedał swoją część Morawska. W 1450 Bartłomiej Chomęcki burgrabia kaliski zakupił dwie części Moraska, w sumie 1/6 całości wsi, od Jana i Piotra Słopanowskich za dwa razy po 100 złotych węgierskich.
W latach 1479-1500 włascicielką we wsi była Katarzyna wdowa po Bartoszu Chomęckim. W 1483 sprzedała z zastrzeżeniem prawa odkupu jeden łan zwany Sasinowski w Morasku burmistrzowi poznańskiemu Jerzemu Zet z Naramowic. W 1486 wraz z synami Janem i Marcinem sprzedała z zastrzeżeniem prawa odkupu trzy łany osiadłe oraz dwa łany opuszczone w Morawsku pannie Katarzynie Chojnickiej córce zmarłego Jana Słupka z Chojnicy. W 1497 król polski Jan I Olbracht nadał Janowi Bielawskiemu m. in. prawo do oprawy wdowiej Katarzynie Chomęckiej w Morawsku i w Chojnicy z powodu zaniedbania obowiązku udziału w pospolitym ruszeniu. Właściciele ziemscy mieli obowiązek brać w nim udział lub wystawić swojego zastępcę. W 1487 syn Katarzyny Jan Morawski sprzedał połowę wsi za 200 grzywien Jerzemu Zet Naramowskiemu.
W latach 1479-1513 jako właściciel wsi odnotowany został Marcin Chomecki vel Morawski. W 1491 wraz z matką Katarzyną sprzedał z zastrzeżeniem prawa odkupu jeden łan osiadły w Morawsku Jerzemu Zet Naramowskiemu. W 1500 dał swojej matce Katarzynie jeden łan w Morawsku, na którym siedział kmieć Andrzej Trzek. Odnotowano wówczas, że kmieć ten płacił z tego łanu trzy wiardunki czynszu rocznie. Archiwalny zapis mówi również, że Marcin zobowiązał się dodać matce każdego roku jeden wiardunek oraz zapewnić jej utrzymanie (łac. "victum et amictum") do końca jej życia. W 1500 Marcin Morawski wykupił od Naramowskich za 21 grzywien jeden łan zwany Sasinowski oraz karczmę w środku wsi, które posiadał kmieć Janusz. W tym samym roku zapisał swojej żonie Katarzynie Witkowskiej po 100 złotych węgierskich posagu oraz wiana na swojej części Moraska oraz dał jej prawo ścinania drzew na swój użytek w Chojnicy. W 1500 Katarzyna Witkowska w asystencji brata Sędziwoja Witkowskiego skwitowała męża Marcina, ponieważ zadośćuczynił jej za posag i wiano, które miała zapisane na połowie części w Morasku, na części wsi Wysoczka oraz na połowie części w Chojnicy w wysokości 100 złotych węgierskich posagu oraz wiana. W 1502 Marcin Morawski sprzedał z zastrzeżeniem prawa odkupu Annie, z domu Zet Naramowskiej żonie Ulryka Helta burmistrza poznańskiego, połowę Chojnicy z 1/4 Łysego Młyna, za 16 grzywien. W 1503 Marcin Morawski pozwał Annę Heltową o to, że nieprawnie zajmuje połowę Chojnicy i 1/4 Łysego Młyna. W 1507 zeznał, że jest winien Janowi Sławieńskiemu plebanowi chojnickiemu 20 grzywien i w zamian za to sprzeda mu z zastrzeżeniem prawa odkupu opuszczony młyn zbożowy w Chojnicy zwany Walnik. Równocześnie dał kościołowi w Chojnicy strugę zwaną Okalewa w tejże wsi. W 1513 sprzedał z zastrzezeniem prawa odkupu Maciejowi Bodzeporowskiemu trzy łany osiadłe oraz jeden łan opuszczony w Morasku zwany Marcinkowski za 30 grzywien z tym, że zarezerwował dla siebie pańszczyznę z łanu Marcina syna Janusza.
Historyczne źródła odnotowały również zwykłych mieszkańców wsi. W 1426 wspomniany został Jakub kmieć z moraski, a w 1443 jako świadek Maciej z Morawska. W 1446 Wojciech i Świątek witrycy. W XVI wieku wspomniano kmieci: w 1500 kmiecia Andrzeja Trzeka, Jana Adama, kmiecia Janusza gospodarującego na łanie Sasinowskim oraz Marcina Morawskiego. W 1527 wymieniono kmieci Jana syna Janusza, Bartłomieja i Piotra Sołtyska wszystkich siedzących na jednym łanie.
Miejscowość odnotowały również historyczne rejestry podatkowe. W 1508 miał miejsce pobór z 5 półłanków. W 1510 wieś prawie całkowicie była opuszczona. Mieszkało w niej 5 wieśniaków na półłankach, a w drugiej części był folwark uprawiany w nieznacznej części. W 1553 pobór zapłacili Jan Rosnowski z 2 łanów i karczmy oraz Jan Morawski od 2,5 łana oraz karczmy. W 1563 miał miejsce pobór z 5,5 łana oraz dwóch karczm dorocznych. W 1577 pobór zapłacili ze swych części Piotr Morawski i Mikołaj Morawski. W 1580 Baltazar Nowowiejski zapłacił pobór od 3 półłanków, 0,5 łana opuszczonego, dwóch zagrodników oraz dwóch komorników.
Wskutek II rozbioru Polski w 1793, miejscowość przeszła pod władanie Prus i jak cała Wielkopolska znalazła się w zaborze pruskim. Na początku XX wieku Morasko stało się miejscem niemieckiej akcji kolonizacyjnej (nazwa została zmieniona na Nordheim). W 1907 roku został wybudowany eklektyczny kościół ewangelicki. W latach 1930–1931 wybudowano pomocniczy kościół katolicki parafii w Chojnicy, dziś nieużywany. Gdy w 1945 roku powiększano poligon w Biedrusku, wieś Chojnica została zlikwidowana, a parafia, obejmująca Morasko i Radojewo, przeniesiona do poewangelickiego kościoła pod wezwaniem Ścięcia Świętego Jana Chrzciciela.
1 stycznia 1987 r. przyłączono do Poznania obszar wsi Morasko o powierzchni 926,55 ha z gminy Suchy Las.
Obszar Moraska w latach 1987–1990 należał do dzielnicy Stare Miasto. W 1993 r. utworzono jednostkę pomocniczą miasta Osiedle Morasko. 1 stycznia 2011 r. połączono dwa osiedla: Morasko i Radojewo w jedną jednostkę Osiedle Morasko-Radojewo. Połączenie wynikało z tzw. reformy funkcjonalnej jednostek pomocniczych w Poznaniu, a ponieważ Osiedle Morasko była jednostką peryferyjną miasta, którą zamieszkiwało mniej niż 1 tys. mieszkańców, połączono je z Osiedlem Radojewo.

## Zabudowa
Teren dzielnicy, w części stanowiącej dawną wieś, zachował specyficzny wiejski charakter. Na pofałdowanym obszarze rozległych pól moraskich (11 km²), ukształtowanych 18 000 lat temu przez lądolód bałtycki, powstają niewielkie osiedla willowe, niektóre o ekskluzywnym charakterze. Dużą część Moraska zajmują nadal pola uprawne i lasy. W zachodniej części, przy granicy z Suchym Lasem znajduje się Góra Moraska (154 m n.p.m.) stanowiąca najwyższy naturalny punkt Poznania. Jest to rozległe wzniesienie morenowe, jedna z kulminacji środkowopoznańskiej moreny czołowej. Rozciągają się z niej rozległe widoki na okolice. W północnej części góry znajduje się rezerwat przyrody „Meteoryt Morasko”, najciekawszy przyrodniczo w Poznaniu i unikatowy na skalę europejską. Prowadzi do niego wysadzona szpalerami starych lip ulica Meteorytowa. Na południowym stoku góry zbudowano w 1980 roku żelbetowe zbiorniki retencyjne wody pitnej dla Poznania, służące wyrównaniu ciśnienia w sieci wodociągowej w okresach maksymalnego i minimalnego poboru. Dostarczana jest do nich woda z ujęcia koło Mosiny. Na terenie zajmowanym przez zbiorniki wodne w pierwszej dekadzie XXI wieku został postawiony maszt telekomunikacyjny o wysokości ok. 70 metrów. Maszt ten jest dobrym punktem orientacyjnym w terenie.
W południowej części dzielnicy, zwanej Huby Moraskie znajduje się część nowo powstającego kampusu uniwersyteckiego rozciągającego się poprzez osiedle Różany Potok na Umultowo, mającego docelowo skupić wydziały Uniwersytetu im. Adama Mickiewicza, zajmujące się naukami ścisłymi i przyrodniczymi.

### Dwór
Pomiędzy 1783 a 1786 rokiem powstał w Morasku dwór, wzniesiony dla Ignacego Korwin-Bieńkowskiego, scholastyka krakowskiej katedry. Dwór ma styl późnobarokowy z elementami klasycyzmu (brak alkierzy narożnych, ryzalit z pilastrami). Jest parterowy, z wysokim dachem mansardowym z wystawkami.

### Pałac
W latach 1857–1887 dla Gustawa von Treskow został wybudowany przylegający do dworu pałac (właściwie willa pałacowa) w stylu eklektycznym, piętrowy, z masywną trójkondygnacyjną wieżą na przedłużeniu osi filarowo – kolumnowego ganku. Wokół urządzony był niewielki park, w którego pozostałościach znajdują się pomnikowe drzewa: dąb o obwodzie 400 cm, kasztanowiec (430 cm) i buk (380 cm). Obecnie starszy dwór jest siedzibą klasztoru Sióstr Misjonarek Chrystusa Króla. Na przełomie lat osiemdziesiątych i dziewięćdziesiątych przy pałacu powstał nowy okazały budynek klasztorny. Przylegający do pałacu dwór jest własnością prywatną i znajduje się w stanie znacznej dewastacji.

## Turystyka
Tereny Moraska mają duże walory krajobrazowe i rekreacyjne. Przebiega przez nie kilka oznakowanych szlaków turystycznych. Wytyczone są liczne ścieżki spacerowe, z których korzystają mieszkańcy wielotysięcznego Piątkowa. Można tu z powodzeniem uprawiać turystykę rowerową (na pętli tramwajowej PST Piątkowo czynna jest w okresie letnim darmowa wypożyczalnia) i konną. Znajdują się tu stajnie rekreacyjne. Spotkać można liczne dzikie zwierzęta: sarny, lisy, zające. Stawy i jeziorka są miejscem pobytu wielu gatunków ptaków.

## Komunikacja
Dzielnica jest skomunikowana poprzez połączenie autobusowe linii 902 (Suchy Las – Os. Sobieskiego), linii 188 (kursy szkolne), oraz wybranych kursów linii 198 (UAM Os. Różany Potok – Os. Sobieskiego), który przejeżdża przez Kampus Morasko.